# フリースタイルスキー・ワールドカップ 2002-2003
フリースタイルスキー・ワールドカップ 2002-2003は2002年9月7日から2003年3月12日まで開催された24シーズン目となるフリースタイルスキー・ワールドカップである。

## 競技種目
前シーズンに行なわれたエアリアル（AE）、モーグル（MO）、デュアルモーグル（DM）の3種目に、新たにスキークロス（SX）を加えた4種目が行なわれた。

## 日程
チェコで初となるフリースタイルスキー・ワールドカップがスピンドレルフ・ムリンで開催された。
| 年     | 月日                                         | 種目 | 開催地                       | 優勝者                           | 優勝者                         |
| 年     | 月日                                         | 種目 | 開催地                       | 男子                             | 女子                           |
| ------ | -------------------------------------------- | ---- | ---------------------------- | -------------------------------- | ------------------------------ |
| 2002年 | 9月7日                                       | AE   | マウント・ブラー             | ジェフ・ビーン                   | ヴェロニカ・バウアー           |
| 2002年 | 9月8日                                       | AE   | マウント・ブラー             | スティーブ・オミシュル           | ヴェロニカ・バウアー           |
| 2002年 | 11月30日                                     | SX   | ティーニュ                   | トーマス・クラウス               | マグダレーナ・イリヤンス       |
| 2002年 | 12月1日                                      | MO   | ティーニュ                   | トラビス・キャブロウ             | マルガリータ・マーブラー       |
| 2002年 | 12月7日                                      | MO   | サウゼ・ドゥルクス           | ミッコ・ロンカイネン             | カーリー・トロー               |
| 2002年 | 12月14日                                     | MO   | マドンナ・ディ・カンピーリオ | トビー・ドーソン                 | シャノン・バーキー             |
| 2002年 | 12月19日                                     | MO   | ルカ                         | タピオ・ルースァ                 | カーリー・トロー               |
| 2003年 | 1月11日                                      | MO   | モントランブラン             | ピエール＝アレキサンダー・ルソー | シャノン・バーキー             |
| 2003年 | 1月12日                                      | AE   | モントランブラン             | ジェフ・ビーン                   | アリサ・キャンプリン           |
| 2003年 | 1月17日                                      | AE   | レークプラシッド             | ドミトリ・アルキポフ             | アリサ・キャンプリン           |
| 2003年 | 1月18日                                      | MO   | レークプラシッド             | トラビス・キャブロウ             | 上村愛子                       |
| 2003年 | 1月19日                                      | AE   | レークプラシッド             | ライアン・ブレイス               | 徐囡囡                         |
| 2003年 | 1月18日                                      | SX   | ラークス                     | エナク・ガバッジオ               | マグダレーナ・イリヤンス       |
| 2003年 | 1月25日                                      | DM   | ファーニー                   | ヤンネ・ラハテラ                 | ステファニー・セント・ピエール |
| 2003年 | 1月26日                                      | AE   | ファーニー                   | アレシュ・バレンタ               | ヴェロニカ・バウアー           |
| 2003年 | 1月29日から2月2日 世界選手権ディアバレー大会 |      |                              |                                  |                                |
| 2003年 | 2月7日                                       | AE   | スチームボート               | ドミトリ・アルキポフ             | アリサ・キャンプリン           |
| 2003年 | 2月8日                                       | MO   | スチームボート               | ジェレミー・ブルーム             | カーリー・トロー               |
| 2003年 | 2月15日                                      | MO   | 猪苗代町                     | トラビス・キャブロウ             | カーリー・トロー               |
| 2003年 | 2月22日                                      | DM   | 斑尾高原                     | ピエール＝アレキサンダー・ルソー | ベルニス・グレゴア             |
| 2003年 | 2月23日                                      | MO   | 斑尾高原                     | ジェレミー・ブルーム             | マルガリータ・マーブラー       |
| 2003年 | 3月1日                                       | MO   | ボス                         | ヤンネ・ラハテラ                 | シャノン・バーキー             |
| 2003年 | 3月2日                                       | DM   | ボス                         | ステファン・ローション           | カーリー・トロー               |
| 2003年 | 3月1日                                       | AE   | スピンドレルフ・ムリン       | ドミトリ・アルキポフ             | リディア・ラシラ               |
| 2003年 | 3月2日                                       | AE   | スピンドレルフ・ムリン       | スティーブ・オミシュル           | エベリネ・ルー                 |
| 2003年 | 3月12日                                      | SX   | レ・コンタミンヌ             | 瀧澤宏臣                         | カーリン・フッタリー           |

## 総合成績

### オーバーオール
| 順位 | 名前                       | ポイント |
| ---- | -------------------------- | -------- |
| 1位  | スティーブ・オミシュル     | 100      |
| 2位  | マティアス・ウェクスティン | 100      |
| 2位  | パトリック・シュミット     | 100      |

| 順位 | 名前                 | ポイント |
| ---- | -------------------- | -------- |
| 1位  | サーシャ・ファリック | 100      |
| 1位  | マリー・マルティノド | 100      |
| 3位  | リディア・ラシラ     | 80       |

### エアリアル
全9戦が行なわれた。有効ポイント制により9戦中の6戦（75％）が有効で、ポイントは600点満点となる。男子はドミトリ・アルキポフがロシア人初の総合優勝を果たした。女子はオーストラリアの選手が総合優勝した。
| 順位 | 名前                   | ポイント |
| ---- | ---------------------- | -------- |
| 1位  | ドミトリ・アルキポフ   | 572      |
| 2位  | スティーブ・オミシュル | 560      |
| 3位  | ジェフ・ビーン         | 556      |

| 順位 | 名前                 | ポイント |
| ---- | -------------------- | -------- |
| 1位  | アリサ・キャンプリン | 580      |
| 2位  | リディア・ラシラ     | 556      |
| 3位  | ヴェロニカ・バウアー | 556      |

### モーグル
全10戦が行なわれた。有効ポイント制により10戦中の7戦が有効で、ポイントは700点満点となる。男女共にアメリカの選手が総合優勝した。
| 順位 | 名前                             | ポイント |
| ---- | -------------------------------- | -------- |
| 1位  | トラビス・キャブロウ             | 628      |
| 2位  | ピエール＝アレキサンダー・ルソー | 616      |
| 3位  | トラビス・メイヤー               | 616      |

| 順位 | 名前                     | ポイント |
| ---- | ------------------------ | -------- |
| 1位  | シャノン・バーキー       | 684      |
| 2位  | カーリー・トロー         | 676      |
| 3位  | マルガリータ・マーブラー | 612      |

### デュアルモーグル
全3戦が行なわれた。3戦のみの為、全戦が有効でポイントは300点満点である。男子は2年ぶりにヤンネ・ラハテラが総合優勝した。女子はマルガリータ・マーブラーがオーストリア人初の総合優勝を果たした。
| 順位 | 名前                         | ポイント |
| ---- | ---------------------------- | -------- |
| 1位  | ヤンネ・ラハテラ             | 284      |
| 2位  | ステファン・ローション       | 260      |
| 3位  | フレデリック・フォートコード | 248      |

| 順位 | 名前                     | ポイント |
| ---- | ------------------------ | -------- |
| 1位  | マルガリータ・マーブラー | 236      |
| 2位  | タミ・ブラッドリー       | 208      |
| 3位  | カーリー・トロー         | 204      |

### スキークロス
全3戦が行なわれた。3戦のみの為、全戦が有効でポイントは300点満点である。男子は日本人の瀧澤宏臣が、女子はフランス人のバレンタイン・スクオットがそれぞれ初代王者に輝いた。
| 順位 | 名前                   | ポイント |
| ---- | ---------------------- | -------- |
| 1位  | 瀧澤宏臣               | 268      |
| 2位  | エナク・ガバッジオ     | 252      |
| 3位  | マークス・ウィットナー | 232      |

| 順位 | 名前                     | ポイント |
| ---- | ------------------------ | -------- |
| 1位  | バレンタイン・スクオット | 276      |
| 2位  | マグダレーナ・イリヤンス | 252      |
| 3位  | アニック・スタウデンマン | 216      |